# Cratere Ninlil
Ninlil è un cratere sulla superficie di Ganimede.